# Desa Ngunut (administrativ by i Indonesien, Jawa Timur, lat -7,71, long 111,42)
Desa Ngunut är en administrativ by i Indonesien.   Den ligger i provinsen Jawa Timur, i den västra delen av landet, 500 km öster om huvudstaden Jakarta.